# El Qaraaoun
El Qaraaoun är en ort i Libanon.   Den ligger i guvernementet Mohafazat Béqaa, i den centrala delen av landet, 40 kilometer sydost om huvudstaden Beirut. El Qaraaoun ligger 972 meter över havet och antalet invånare är 7 000.
Terrängen runt El Qaraaoun är kuperad åt sydost, men åt nordväst är den bergig. Närmaste större samhälle är Jezzîne, 12,9 kilometer väster om El Qaraaoun. 
Trakten runt El Qaraaoun består till största delen av jordbruksmark. Runt El Qaraaoun är det ganska tätbefolkat, med 72 invånare per kvadratkilometer.